# Dericorys millierei
Dericorys millierei is een rechtvleugelig insect uit de familie Dericorythidae. De wetenschappelijke naam van deze soort is voor het eerst geldig gepubliceerd in 1884 door Bonnet & Finot.